# Tweede Kamerverkiezingen in het kiesdistrict Hoorn (1850-1888)
Tweede Kamerverkiezingen in het kiesdistrict Hoorn (1850-1888) geeft een overzicht van verkiezingen voor de Nederlandse Tweede Kamer in het kiesdistrict Hoorn in de periode 1850-1888.
Het kiesdistrict Hoorn was al ingesteld in 1848. De indeling van het kiesdistrict werd in 1850 gewijzigd bij de invoering van de Kieswet. Tot het kiesdistrict behoorden vanaf dat moment de volgende gemeenten: Abbekerk, Andijk, Avenhorn, Barsingerhorn, Beemster, Beets, Berkhout, Blokker, Bovenkarspel, Broek in Waterland, Broek op Langedijk, Buiksloot, De Rijp, Edam, Enkhuizen, Graft, Grootebroek, Grosthuizen, Heerhugowaard, Hensbroek, Hoogkarspel, Hoogwoud, Hoorn, Ilpendam, Jisp, Katwoude, Kwadijk, Landsmeer, Marken, Medemblik, Middelie, Midwoud, Monnickendam, Nibbixwoud, Nieuwe Niedorp, Nieuwendam, Noord-Scharwoude, Obdam, Oosthuizen, Oostzaan, Opmeer, Opperdoes, Oterleek, Oude Niedorp, Oudendijk, Oudkarspel, Purmerend, Ransdorp, Schardam, 
Scharwoude, Schellingwoude, Schellinkhout, Schermerhorn, Sijbekarspel, Spanbroek, Sint Pancras, Twisk, Urk, Ursem, Veenhuizen, Venhuizen, Warder, Wervershoof, Westwoud, Wijdenes, Wijdewormer, Winkel, Wognum, Wormer, Zuid- en Noord-Schermer, Zuid-Scharwoude en Zwaag. 
In 1864 werd de indeling van het kiesdistrict gewijzigd. De gemeenten Barsingerhorn, Broek op Langedijk, Heerhugowaard, 
Nieuwe Niedorp, Noord-Scharwoude, Oterleek, Oude Niedorp, Oudkarspel, Schermerhorn, Sint Pancras, Ursem, Winkel en Zuid-Scharwoude werden toegevoegd aan het kiesdistrict Alkmaar.
In 1869 werd de indeling van het kiesdistrict wederom gewijzigd. De gemeente Zuid-en Noord-Schermer werd toegevoegd aan het kiesdistrict Alkmaar en de gemeenten Buiksloot, Jisp, Landsmeer, Oostzaan, Wijdewormer en Wormer aan het kiesdistrict Haarlem. Een gedeelte van het kiesdistrict Alkmaar (de gemeente Ursem) werd toegevoegd aan het kiesdistrict Hoorn.
Het kiesdistrict Hoorn was in deze periode een meervoudig kiesdistrict: het vaardigde twee leden af naar de Tweede Kamer. Om de twee jaar trad een van de leden af; er werd dan een periodieke verkiezing gehouden voor de vrijgevallen zetel. Bij algemene verkiezingen (na ontbinding van de Tweede Kamer) bracht elke kiezer twee stemmen uit. Om in de eerste verkiezingsronde gekozen te worden moest een kandidaat minimaal de districtskiesdrempel behalen; indien nodig werd een tweede ronde gehouden.
Legenda
- cursief: in de eerste verkiezingsronde geplaatst voor de tweede ronde;
- vet: gekozen als lid van de Tweede Kamer.

## 27 augustus 1850
De verkiezingen waren algemene verkiezingen; zij werden gehouden na ontbinding van de Tweede Kamer na inwerkingtreding van de Kieswet.
|                            | 27 augustus |
| -------------------------- | ----------- |
| Kiesgerechtigden           | 3.430       |
| Opkomst                    | 2.284       |
| Geldige stemmen            | 4.489       |
| Blanco stemmen             | 37          |
| Kiesdrempel                | 1.122       |
| Kandidaten                 |             |
| W.J.C. van Hasselt         | 1.529       |
| D. van Akerlaken           | 1.319       |
| A.S. van Nierop            | 488         |
| L. Metman                  | 319         |
| E.T. Scheltinga Winterberg | 313         |
| J. Donker                  | 140         |
| P. Opperdoes Alewijn       | 100         |
| J.C. Rijk                  | 54          |
| S. de Vries                | 49          |

## 20 april 1852
Willem van Hasselt, gekozen bij de verkiezingen van 27 augustus 1850, trad op 26 maart 1852 af vanwege zijn benoeming als raadsheer bij het Provinciaal Gerechtshof te Haarlem. Om in de ontstane vacature te voorzien werd een tussentijdse verkiezing gehouden.
|                      | 20 april | 5 mei |
| -------------------- | -------- | ----- |
| Kiesgerechtigden     | 3.430    | 3.430 |
| Opkomst              | 1.661    | 1.730 |
| Geldige stemmen      | 1.642    | 1.720 |
| Blanco stemmen       | 9        | 8     |
| Kandidaten           |          |       |
| A.S. van Nierop      | 571      | 957   |
| P. Opperdoes Alewijn | 564      | 763   |
| J.D. Kruseman        | 150      |       |
| S. de Vries          | 136      |       |
| L.G. Vernáce         | 57       |       |
| J. Donker            | 43       |       |

## 8 juni 1852
De verkiezingen waren periodieke verkiezingen; zij werden gehouden vanwege de afloop van de zittingstermijn van een gekozen lid.
|                      | 8 juni |
| -------------------- | ------ |
| Kiesgerechtigden     | 3.418  |
| Opkomst              | 1.792  |
| Geldige stemmen      | 1.778  |
| Blanco stemmen       | 5      |
| Kandidaten           |        |
| A.S. van Nierop      | 917    |
| J. Donker            | 669    |
| S. de Vries          | 93     |
| P. Opperdoes Alewijn | 57     |

## 17 mei 1853
De verkiezingen waren algemene verkiezingen; zij werden gehouden na ontbinding van de Tweede Kamer.
|                      | 17 mei | 31 mei |
| -------------------- | ------ | ------ |
| Kiesgerechtigden     | 3.425  | 3.425  |
| Opkomst              | 2.305  | 2.305  |
| Geldige stemmen      | 4.554  | 2.355  |
| Blanco stemmen       | 36     | 16     |
| Kiesdrempel          | 1.139  | 1.178  |
| Kandidaten           |        |        |
| D. van Akerlaken     | 2.114  |        |
| J. Donker            | 659    | 1.199  |
| A.S. van Nierop      | 1.032  | 1.156  |
| P. Opperdoes Alewijn | 481    |        |
| P. Buijskes          | 145    |        |

## 13 juni 1854
De verkiezingen waren periodieke verkiezingen; zij werden gehouden vanwege de afloop van de zittingstermijn van een gekozen lid.
|                  | 13 juni |
| ---------------- | ------- |
| Kiesgerechtigden | 3.425   |
| Opkomst          | 1.174   |
| Geldige stemmen  | 1.165   |
| Blanco stemmen   | 8       |
| Kandidaten       |         |
| D. van Akerlaken | 1.076   |
| A.S. van Nierop  | 38      |

## 3 april 1855
Johannes Donker, gekozen bij de verkiezingen van 17 mei 1853, overleed op 10 maart 1855. Om in de ontstane vacature te voorzien werd een tussentijdse verkiezing gehouden.
|                         | 3 april | 17 april |
| ----------------------- | ------- | -------- |
| Kiesgerechtigden        | 3.425   | 3.425    |
| Opkomst                 | 1.791   | 2.198    |
| Geldige stemmen         | 1.780   | 2.178    |
| Blanco stemmen          | 6       | 8        |
| Kandidaten              |         |          |
| P.M. Nolthenius         | 731     | 1.163    |
| A.S. van Nierop         | 820     | 1.015    |
| G. Groen van Prinsterer | 170     |          |

## 10 juni 1856
De verkiezingen waren periodieke verkiezingen; zij werden gehouden vanwege de afloop van de zittingstermijn van een gekozen lid.
|                            | 10 juni |
| -------------------------- | ------- |
| Kiesgerechtigden           | 3.640   |
| Opkomst                    | 1.362   |
| Geldige stemmen            | 1.338   |
| Blanco stemmen             | 7       |
| Kandidaten                 |         |
| P.M. Nolthenius            | 816     |
| A.S. van Nierop            | 313     |
| L. Metman                  | 90      |
| P.J. Elout van Soeterwoude | 76      |

## 8 juni 1858
De verkiezingen waren periodieke verkiezingen; zij werden gehouden vanwege de afloop van de zittingstermijn van een gekozen lid.
|                   | 8 juni |
| ----------------- | ------ |
| Kiesgerechtigden  | 3.679  |
| Opkomst           | 884    |
| Geldige stemmen   | 857    |
| Blanco stemmen    | 11     |
| Kandidaten        |        |
| D. van Akerlaken  | 762    |
| J.B.S. Sutherland | 39     |

## 30 juli 1858
Peter Tutein Nolthenius, gekozen bij de verkiezingen van 10 juni 1856, trad op 1 juli 1858 af vanwege zijn benoeming als burgemeester van Haarlem. Om in de ontstane vacature te voorzien werd een tussentijdse verkiezing gehouden.
|                      | 30 juli | 11 augustus |
| -------------------- | ------- | ----------- |
| Kiesgerechtigden     | 3.679   | 3.679       |
| Opkomst              | 1.409   | 1.610       |
| Geldige stemmen      | 1.396   | 1.596       |
| Blanco stemmen       | 4       | 8           |
| Kandidaten           |         |             |
| F.A. van Hall        | 509     | 1.076       |
| J.G.A. Faber         | 334     | 520         |
| H. Koomen            | 159     |             |
| S.A. van Hoogstraten | 158     |             |
| L. Metman            | 146     |             |

## 20 maart 1860
Floris van Hall, gekozen bij de verkiezingen van 30 juli 1858, trad op 23 februari 1860 af vanwege zijn benoeming als bewindspersoon in het kabinet-Van Hall-Van Heemstra. Om in de ontstane vacature te voorzien werd een tussentijdse verkiezing gehouden.
|                        | 20 maart | 3 april |
| ---------------------- | -------- | ------- |
| Kiesgerechtigden       | 3.786    | 3.786   |
| Opkomst                | 1.096    | 1.472   |
| Geldige stemmen        | 1.080    | 1.467   |
| Blanco stemmen         | 9        | 2       |
| Kandidaten             |          |         |
| P.M. Tutein Nolthenius | 309      | 773     |
| M.J. de Lange          | 505      | 694     |
| S.A. van Hoogstraten   | 136      |         |
| H. Mensonides          | 62       |         |

## 29 mei 1860
Dirk van Akerlaken, gekozen bij de verkiezingen van 8 juni 1858, trad op 5 mei 1860 af vanwege zijn benoeming als president van de arrondissementsrechtbank te Hoorn. Om in de ontstane vacature te voorzien werd een tussentijdse verkiezing gehouden.
|                      | 29 mei |
| -------------------- | ------ |
| Kiesgerechtigden     | 3.786  |
| Opkomst              | 843    |
| Geldige stemmen      | 828    |
| Blanco stemmen       | 8      |
| Kandidaten           |        |
| H. Mensonides        | 441    |
| A.S. van Nierop      | 204    |
| S.A. van Hoogstraten | 110    |

## 12 juni 1860
De verkiezingen waren periodieke verkiezingen; zij werden gehouden vanwege de afloop van de zittingstermijn van een gekozen lid.
|                        | 12 juni |
| ---------------------- | ------- |
| Kiesgerechtigden       | 3.786   |
| Opkomst                | 1.004   |
| Geldige stemmen        | 981     |
| Blanco stemmen         | 15      |
| Kandidaten             |         |
| P.M. Tutein Nolthenius | 641     |
| M.J. de Lange          | 288     |

## 10 juni 1862
De verkiezingen waren periodieke verkiezingen; zij werden gehouden vanwege de afloop van de zittingstermijn van een gekozen lid.
|                  | 10 juni |
| ---------------- | ------- |
| Kiesgerechtigden | 4.034   |
| Opkomst          | 764     |
| Geldige stemmen  | 758     |
| Blanco stemmen   | 6       |
| Kandidaten       |         |
| H. Mensonides    | 663     |

## 14 juni 1864
De verkiezingen waren periodieke verkiezingen; zij werden gehouden vanwege de afloop van de zittingstermijn van een gekozen lid.
|                                 | 14 juni | 28 juni |
| ------------------------------- | ------- | ------- |
| Kiesgerechtigden                | 3.368   | 3.368   |
| Opkomst                         | 1.188   | 1.574   |
| Geldige stemmen                 | 1.175   | 1.559   |
| Blanco stemmen                  | 7       | 6       |
| Kandidaten                      |         |         |
| A.S. van Nierop                 | 331     | 855     |
| W. van Goltstein van Oldenaller | 322     | 704     |
| W. Terpstra                     | 172     |         |
| H. Raat                         | 80      |         |
| D. Visser                       | 77      |         |
| J. de Neufville                 | 70      |         |
| L.F.C. Gasinjet                 | 77      |         |

## 21 juli 1864
Asser van Nierop was bij de verkiezingen van 14 juni 1864 gekozen in twee kiesdistricten, Haarlem en Hoorn. Hij opteerde voor Haarlem, als gevolg waarvan in Hoorn een naverkiezing gehouden werd. 
|                                 | 21 juli | 4 augustus |
| ------------------------------- | ------- | ---------- |
| Kiesgerechtigden                | 3.368   | 3.368      |
| Opkomst                         | 1.231   | 1.729      |
| Geldige stemmen                 | 1.201   | 1.725      |
| Blanco stemmen                  | 2       | 4          |
| Kandidaten                      |         |            |
| W. van Goltstein van Oldenaller | 535     | 878        |
| W.T. Gevers Deynoot             | 464     | 847        |
| H. Raat                         | 141     |            |

## 12 juni 1866
De verkiezingen waren periodieke verkiezingen; zij werden gehouden vanwege de afloop van de zittingstermijn van een gekozen lid.
|                  | 12 juni |
| ---------------- | ------- |
| Kiesgerechtigden | 3.489   |
| Opkomst          | 1.043   |
| Geldige stemmen  | 1.033   |
| Blanco stemmen   | 8       |
| Kandidaten       |         |
| H. Mensonides    | 558     |
| W. Terpstra      | 385     |

## 30 oktober 1866
De verkiezingen waren algemene verkiezingen; zij werden gehouden na ontbinding van de Tweede Kamer.
|                                 | 30 oktober | 13 november |
| ------------------------------- | ---------- | ----------- |
| Kiesgerechtigden                | 3.489      | 3.489       |
| Opkomst                         | 2.304      | 2.267       |
| Geldige stemmen                 | 4.558      | 2.252       |
| Blanco stemmen                  | 38         | 9           |
| Kiesdrempel                     | 1.140      | 1.126       |
| Kandidaten                      |            |             |
| W. van Goltstein van Oldenaller | 1.326      |             |
| H. Mensonides                   | 863        | 1.151       |
| W. Terpstra                     | 1.133      | 1.101       |
| P.P. van Bosse                  | 743        |             |
| W.T. Gevers Deynoot             | 130        |             |
| T.J. Stieltjes                  | 79         |             |
| J.W. van Loon                   | 48         |             |
| H.J. Koenen                     | 43         |             |
| G. Groen van Prinsterer         | 43         |             |

## 22 januari 1868
De verkiezingen waren algemene verkiezingen; zij werden gehouden na ontbinding van de Tweede Kamer.
|                                 | 22 januari |
| ------------------------------- | ---------- |
| Kiesgerechtigden                | 3.591      |
| Opkomst                         | 2.273      |
| Geldige stemmen                 | 4.494      |
| Blanco stemmen                  | 36         |
| Kiesdrempel                     | 1.124      |
| Kandidaten                      |            |
| J. de Bosch Kemper              | 1.437      |
| W. van Goltstein van Oldenaller | 1.423      |
| A.S. van Nierop                 | 760        |
| H. Mensonides                   | 757        |
| G. Groen van Prinsterer         | 42         |

## 8 juni 1869
De verkiezingen waren periodieke verkiezingen; zij werden gehouden vanwege de afloop van de zittingstermijn van een gekozen lid.
|                  | 8 juni |
| ---------------- | ------ |
| Kiesgerechtigden | 3.473  |
| Opkomst          | 2.261  |
| Geldige stemmen  | 2.235  |
| Blanco stemmen   | 5      |
| Kandidaten       |        |
| D. van Akerlaken | 1.342  |
| E.H. s' Jacob    | 874    |

## 13 juni 1871
De verkiezingen waren periodieke verkiezingen; zij werden gehouden vanwege de afloop van de zittingstermijn van een gekozen lid.
|                                 | 13 juni |
| ------------------------------- | ------- |
| Kiesgerechtigden                | 3.593   |
| Opkomst                         | 2.463   |
| Geldige stemmen                 | 2.446   |
| Blanco stemmen                  | 9       |
| Kandidaten                      |         |
| K.H. de Jong                    | 1.265   |
| W. van Goltstein van Oldenaller | 1.100   |
| J.J. Teding van Berkhout        | 53      |

## 10 juni 1873
De verkiezingen waren periodieke verkiezingen; zij werden gehouden vanwege de afloop van de zittingstermijn van een gekozen lid.
|                              | 10 juni |
| ---------------------------- | ------- |
| Kiesgerechtigden             | 3.725   |
| Opkomst                      | 1.664   |
| Geldige stemmen              | 1.647   |
| Blanco stemmen               | 6       |
| Kandidaten                   |         |
| D. van Akerlaken             | 1.338   |
| J. Messchert van Vollenhoven | 230     |
| H.Raat                       | 41      |

## 13 oktober 1874
Dirk van Akerlaken, gekozen bij de verkiezingen van 10 juni 1873, trad op 21 september 1874  af vanwege zijn verkiezing tot lid van de Eerste Kamer. Om in de ontstane vacature te voorzien werd een tussentijdse verkiezing gehouden.
|                               | 13 oktober | 3 april |
| ----------------------------- | ---------- | ------- |
| Kiesgerechtigden              | 3.802      | 3.802   |
| Opkomst                       | 2.233      | 3.071   |
| Geldige stemmen               | 2.224      | 3.055   |
| Blanco stemmen                | 2          | 5       |
| Kandidaten                    |            |         |
| I.D. Fransen van de Putte     | 1.034      | 1.660   |
| C. Bloem                      | 991        | 1.395   |
| J.G.A. Faber                  | 140        |         |
| W. von Wrangel auf Lindenberg | 46         |         |

## 8 juni 1875
De verkiezingen waren periodieke verkiezingen; zij werden gehouden vanwege de afloop van de zittingstermijn van een gekozen lid.
|                  | 8 juni |
| ---------------- | ------ |
| Kiesgerechtigden | 3.802  |
| Opkomst          | 1.961  |
| Geldige stemmen  | 1.925  |
| Blanco stemmen   | 10     |
| Kandidaten       |        |
| K.H. de Jong     | 1.592  |
| A. Brummelkamp   | 318    |

## 12 juni 1877
De verkiezingen waren periodieke verkiezingen; zij werden gehouden vanwege de afloop van de zittingstermijn van een gekozen lid.
|                           | 12 juni |
| ------------------------- | ------- |
| Kiesgerechtigden          | 3.963   |
| Opkomst                   | 1.415   |
| Geldige stemmen           | 1.392   |
| Blanco stemmen            | 21      |
| Kandidaten                |         |
| I.D. Fransen van de Putte | 1.211   |
| A.F. de Savornin Lohman   | 111     |

## 10 juni 1879
De verkiezingen waren periodieke verkiezingen; zij werden gehouden vanwege de afloop van de zittingstermijn van een gekozen lid.
|                  | 10 juni |
| ---------------- | ------- |
| Kiesgerechtigden | 4.084   |
| Opkomst          | 1.571   |
| Geldige stemmen  | 1.537   |
| Blanco stemmen   | 32      |
| Kandidaten       |         |
| K.H. de Jong     | 1.336   |
| C. Donker        | 78      |

## 31 augustus 1880
Isaäc Fransen van de Putte, gekozen bij de verkiezingen van 12 juni 1877, trad op 3 augustus 1880 af vanwege zijn verkiezing tot lid van de Eerste Kamer. Om in de ontstane vacature te voorzien werd een tussentijdse verkiezing gehouden.
|                           | 31 augustus |
| ------------------------- | ----------- |
| Kiesgerechtigden          | 4.136       |
| Opkomst                   | 1.262       |
| Geldige stemmen           | 1.239       |
| Blanco stemmen            | 15          |
| Kandidaten                |             |
| W.K. van Dedem            | 1.921       |
| D. Visser van Hazerswoude | 198         |

## 14 juni 1881
De verkiezingen waren periodieke verkiezingen; zij werden gehouden vanwege de afloop van de zittingstermijn van een gekozen lid.
|                  | 14 juni |
| ---------------- | ------- |
| Kiesgerechtigden | 4.134   |
| Opkomst          | 1.407   |
| Geldige stemmen  | 1.386   |
| Blanco stemmen   | 16      |
| Kandidaten       |         |
| W.K. van Dedem   | 1.177   |
| S. van Heemstra  | 167     |

## 12 juni 1883
De verkiezingen waren periodieke verkiezingen; zij werden gehouden vanwege de afloop van de zittingstermijn van een gekozen lid.
|                         | 12 juni |
| ----------------------- | ------- |
| Kiesgerechtigden        | 4.332   |
| Opkomst                 | 2.258   |
| Geldige stemmen         | 2.221   |
| Blanco stemmen          | 36      |
| Kandidaten              |         |
| K.H. de Jong            | 1.295   |
| M.A. de Savornin Lohman | 880     |

## 28 oktober 1884
De verkiezingen waren algemene verkiezingen; zij werden gehouden na ontbinding van de Tweede Kamer.
|                         | 28 oktober |
| ----------------------- | ---------- |
| Kiesgerechtigden        | 4.286      |
| Opkomst                 | 2.925      |
| Geldige stemmen         | 5.827      |
| Blanco stemmen          | 13         |
| Kiesdrempel             | 1.457      |
| Kandidaten              |            |
| K.H. de Jong            | 1.893      |
| W.K. van Dedem          | 1.892      |
| W. Bos                  | 872        |
| A.H.M. van Berckel      | 861        |
| M.A. de Savornin Lohman | 145        |
| H.W. van Marle          | 139        |

## 15 juni 1886
De verkiezingen waren algemene verkiezingen; zij werden gehouden na ontbinding van de Tweede Kamer.
|                             | 15 juni |
| --------------------------- | ------- |
| Kiesgerechtigden            | 4.405   |
| Opkomst                     | 3.192   |
| Geldige stemmen             | 6.352   |
| Blanco stemmen              | 26      |
| Kiesdrempel                 | 1.588   |
| Kandidaten                  |         |
| D. Visser van Hazerswoude   | 1.958   |
| W.K. van Dedem              | 1.950   |
| T. Heemskerk                | 1.212   |
| W. Bos                      | 1.107   |
| B.J.L. de Geer van Jutphaas | 113     |

## 1 september 1887
De verkiezingen waren algemene verkiezingen; zij werden gehouden na ontbinding van de Tweede Kamer.
|                           | 1 september |
| ------------------------- | ----------- |
| Kiesgerechtigden          | 4.299       |
| Opkomst                   | 2.293       |
| Geldige stemmen           | 4.564       |
| Blanco stemmen            | 12          |
| Kiesdrempel               | 1.141       |
| Kandidaten                |             |
| D. Visser van Hazerswoude | 1.385       |
| W.K. van Dedem            | 1.379       |
| W. Bos                    | 793         |
| T. Heemskerk              | 789         |
| M.A. de Savornin Lohman   | 76          |
| H.W. van Marle            | 66          |

## Voortzetting
Na de grondwetsherziening van 1887 werden de meervoudige kiesdistricten opgeheven; het kiesdistrict Hoorn werd derhalve omgezet in een enkelvoudig kiesdistrict. De gemeenten Abbekerk, Andijk, Blokker, Bovenkarspel, Enkhuizen, Grootebroek, Hensbroek, Hoogkarspel, Hoogwoud, Medemblik, Midwoud, Nibbixwoud, Obdam, Opmeer, Opperdoes, Schellinkhout, Sijbekarspel, Spanbroek, Twisk, Urk, Venhuizen, Wervershoof, Westwoud, Wijdenes, en Wognum werden toegevoegd aan het kiesdistrict Enkhuizen en de gemeenten Broek in Waterland, De Rijp, Graft, Ilpendam,  Nieuwendam en Ransdorp, aan het kiesdistrict Zaandam. Een gedeelte van het kiesdistrict Alkmaar (de gemeente Schermerhorn) werd toegevoegd aan het kiesdistrict Hoorn.